# کارگردان موسیقی
کارگردان موسیقی (به انگلیسی: music(al) director) شخصی است که مسئول جنبه‌های موسیقایی یک پرفورمانس، اثر تولیدی یا سازمان است. این مفهوم شامل این موارد می‌شود: کارگردان هنری و معمولاً رئیس یک ارکستر یا ارکستر بادی، کارگردان موسیقی یک فیلم، کارگردان موسیقی ایستگاه رادیویی، شخص مسئول فعالیت‌های موسیقایی یا رئیس دپارتمان موسیقی در یک آموزشگاه، هماهنگ‌کننده گروه موسیقی در یک دانشگاه، کالج یا مؤسسه (اما معمولاً رئیس دپارتمان موسیقی آکادمیک نیست)، رهبری یک گروه موسیقی نظامی، رهبری نوازندگان ارگ و گروه کر یک کلیسا، یا مستر گروه کر کلیسا (عنوانی که به یک کارگردان موسیقی در یک کلیسای جامع به خصوص در انگلستان داده می‌شود).